# Apple A8
Apple A8は、Appleによって設計された64ビットARM SoCである。2014年9月9日に発表されたiPhone 6に搭載。Appleの発表によれば、CPUが25%、GPUが50%性能が向上（A7と比較してエネルギー効率は最大50%向上）したとされている。このチップを搭載したiPhone 6/6 PlusとiPod touch (第6世代)が2018年リリースのiOS 12でサポート終了となったが、同チップを搭載するiPad mini 4など一部のデバイスのみ2021年リリースのiPadOS 15までサポートしていた。

## 採用製品
- iPhone 6（1.4 GHz）
- iPhone 6 Plus（1.4 GHz）
- iPad mini 4（1.5 GHz）
- iPod touch (第6世代)（1.1 GHz）
- Apple TV HD (旧称 第4世代)（1.5 GHz）
- HomePod (第1世代)

## 設計
前世代SoCのA7製造元であった韓国サムスンの離脱により、A8は台湾のTSMCによって20nmプロセスで製造された。20億個のトランジスタを搭載している。A7と比較して2倍の量のトランジスタにもかかわらず、その物理的なサイズは13%減少し89mm²となっている。RAMはA8の場合1GBのLPDDR3がパッケージ内に収まっている。iPhone 6に搭載されているA8はギークベンチ（Geekbench）では2コアで1.4GHzと表示され、A7より25%早いというAppleの発表と合致する。ただし、iPod touch (第6世代)に搭載されているA8は、1.1GHzへダウンクロックされている。また、iPad mini 4に搭載されているA8は1.5GHzとクロックアップされ、RAMが2GBに変更されている。

## 性能
Apple A8チップを搭載したiPod touch 6(1.1GHz),iPhone 6(1.4GHz),iPad mini 4(1.5GHz)をそれぞれAntutuベンチマークテスト(ver8)を行なった。
その結果が以下の表である。
| モデル                | スコア | 差             |
| --------------------- | ------ | -------------- |
| iPod touch 6 (1.1GHz) | 69105  | 100%(+0%)      |
| iPhone 6 (1.4GHz)     | 80655  | 116.7%(+16.7%) |
| iPad mini 4 (1.5GHz)  | 90843  | 131.5%(+31.5%) |